# 갓끈동부
갓끈동부는 콩과의 한해살이 덩굴식물인 동부의 재배종이다. 한국의 토종 콩으로, 어느 정도 자라면 20~75cm 정도 되는 초록+자줏빛 꼬투리가 열린다.
전라남도 순천시의 갓끈동부가 맛의 방주에 등재되어 있다.

## 쓰임새
다 익기 전에 연한 꼬투리를 수확해 씨앗을 먹는다.

## 사진

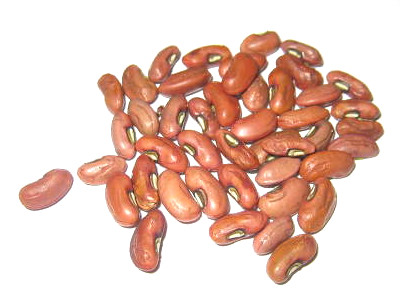
갓끈동부 (콩)

## 같이 보기
- 검은눈콩
- 장두